# Vila Seca (Condeixa-a-Nova)
Vila Seca is een plaats (freguesia) in de Portugese gemeente Condeixa-a-Nova en telt 962 inwoners (2001).